# Edward Tomkins

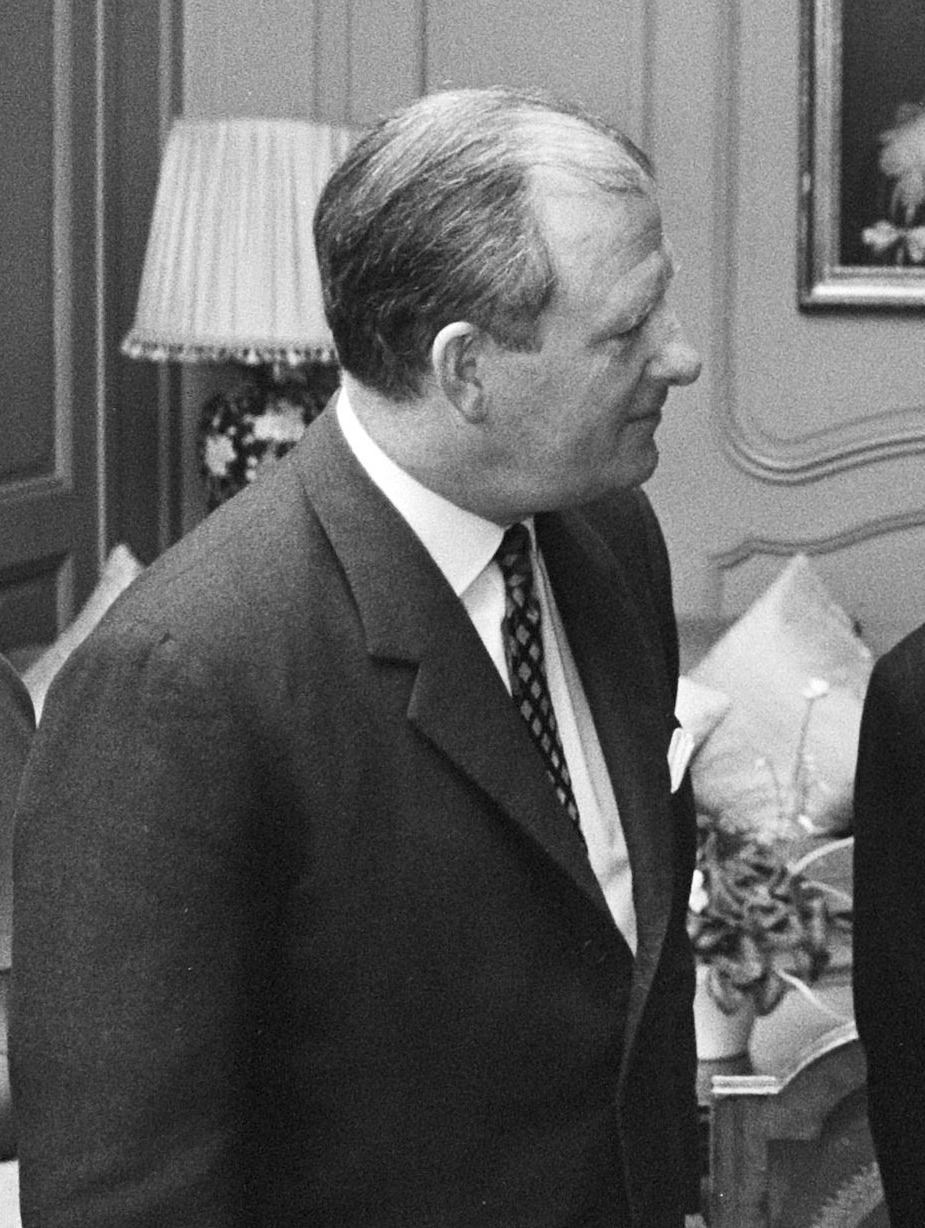
Edward Emile Tomkins (1970)

Sir Edward Emile Tomkins, GCMG, CVO (* 16. November 1915 in Jabalpur, Britisch-Indien; † 20. September 2007 in Sibbertoft, Daventry District, Northamptonshire, England) war ein britischer Diplomat, der unter anderem zwischen 1970 und 1972 Botschafter in den Niederlanden sowie von 1972 bis 1975 Botschafter in Frankreich war.

## Leben
Edward Emile Tomkins, Sohn von Oberstleutnant E. L. Tomkins, absolvierte nach dem Besuch des Ampleforth College ein Studium am Trinity College der University of Cambridge. Nach dessen Abschluss trat er 1939 in den diplomatischen Dienst (HM Diplomatic Service) des Außenministeriums (Foreign Office) und fand in der Folgezeit zahlreiche Verwendungen an Auslandsvertretungen sowie im Außenministerium. 1954 wurde er Botschaftsrat für Öffentlichkeitsarbeit an der Botschaft in Frankreich und verblieb bis 1959 auf diesem Posten. Für seine Verdienste wurde er 1957 als Commander des Royal Victorian Order (CVO) ausgezeichnet. Im Anschluss war er von 1959 bis 1962 Leiter des Referats Westeuropa (Western Department) und wurde während dieser Zeit 1960 auch Companion des Order of St Michael and St George (CMG). Er war von 1962 bis 1963 Leiter des Referats Mitteleuropa (Central Department), das zu dieser Zeit auch die Aufgaben des Referats für Mitteleuropa umfasste.

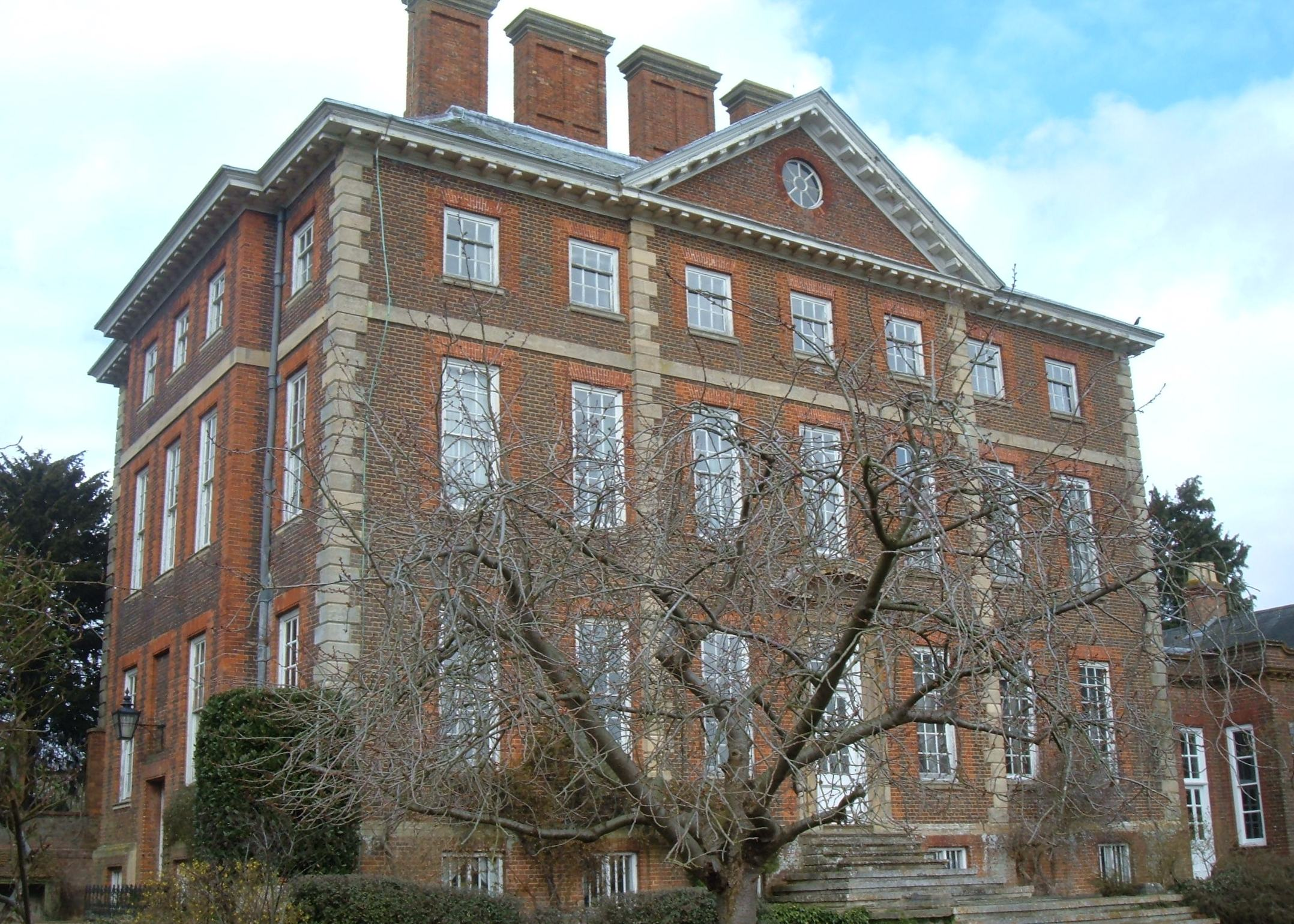
Tomkins war seit 1959 Eigentümer von Winslow Hall, das 1700 von Christopher Wren entworfen wurde.

1963 wechselte Tomkins als Gesandter an die Botschaft in der Bundesrepublik Deutschland und war dort bis 1967 tätig. Danach fungierte er zwischen 1967 und 1969 als Gesandter an der Botschaft in den USA. 1969 wurde er zum Knight Commander des Order of St Michael and St George (KCMG) geschlagen und führte seither den Namenszusatz Sir. 1970 löste er Sir Peter Garran als Botschafter in den Niederlanden und verblieb auf diesem Posten bis 1972, woraufhin Sir John Barnes seine Nachfolge antrat. Zuletzt übernahm er 1972 als Nachfolger von Sir Christopher Soames den Posten als Botschafter in Frankreich und bekleidete dieses Amt bis zu seinem Eintritt in den Ruhestand 1975. Sein Nachfolger wurde anschließend Sir Nicholas Henderson. 1975 wurde er zum Knight Grand Cross des Order of St Michael and St George (GCMG) erhoben. 1977 wurde er als Vertreter der Conservative Party zum Mitglied des Rates der Grafschaft Buckinghamshire, dem Buckinghamshire County Council, gewählt und gehörte dieser bis 1985 an. 1984 wurde er des Weiteren mit dem Großkreuz der französischen Ehrenlegion geehrt.
1955 heiratete Edward Tomkins die 2003 verstorbene Gillian Benson, eine Tochter von Air Commodore Constantine Evelyn Benson und Lady Morvyth Lillian Ward, deren Vater William Ward, 2. Earl of Dudley war. Aus dieser Ehe gingen ein Sohn sowie zwei Töchter hervor. Tomkins war seit 1959 Eigentümer von Winslow Hall, das 1700 von Christopher Wren entworfen wurde.